# Pardosa algina
Pardosa algina är en spindelart som först beskrevs av Chamberlin 1916.  Pardosa algina ingår i släktet Pardosa och familjen vargspindlar.
Artens utbredningsområde är Peru. Inga underarter finns listade i Catalogue of Life.